# Epiplema semipicta
Epiplema semipicta är en fjärilsart som beskrevs av W. Warren 1904. Epiplema semipicta ingår i släktet Epiplema och familjen Uraniidae. Inga underarter finns listade i Catalogue of Life.